# لورا غيلبين
لورا غيلبين (بالإنجليزية: Laura Crafton Gilpin)‏ هي ممرضة وكاتِبة وشاعرة أمريكية، ولدت في 10 أكتوبر 1950، وتوفيت في 15 فبراير 2007 في ألاباما في الولايات المتحدة.